# Exitianus brunneopictus
Exitianus brunneopictus är en insektsart som beskrevs av Keti Maria Rocha Zanol 1987. Exitianus brunneopictus ingår i släktet Exitianus och familjen dvärgstritar. Inga underarter finns listade i Catalogue of Life.